# 루시 로즈
루시 로즈(Lucy Rose, 1989년 6월 20일 ~ )는 잉글랜드의 싱어송라이터이다.

## 음반 목록
- Like I Used To (2012)
- Work It Out (2015)
- Live at Urchin Studios (2016)
- Something's Changing (2017)